# 柳義明
柳 義明（やなぎ よしあき 1968年1月12日 - ）は、東映アニメーションの製作担当。

## 来歴
東京都世田谷区出身。
代々木アニメーション学院東京校卒業後、東映動画（現・東映アニメーション）に製作進行として入社。『冒険王ビィト』より製作担当を務める。

## 参加作品

### 製作進行
- ドラゴンボールZ（1991年 - 1994年）
- ママレード・ボーイ（1994年 - 1995年）
- ご近所物語（1995年 - 1996年）
- 花より男子（1996年 - 1997年）
- 夢のクレヨン王国（1997年 - 1999年）
- おジャ魔女どれみ（1999年 - 2000年）
- おジャ魔女どれみ♯（2000年 - 2001年）
- も〜っと! おジャ魔女どれみ（2001年 - 2002年）
- Kanon（2002年）
- 明日のナージャ（2003年 - 2004年）
- おジャ魔女どれみナ・イ・ショ（2004年）
- ふたりはプリキュア（2004年 - 2005年）
- デジモンクロスウォーズ（2011年 - 2012年）
- 聖闘士星矢Ω（2012年 - 2013年）
- 探検ドリランド -1000年の真宝-（2013年 - 2014年）

### 製作担当
- 冒険王ビィト（2004年 - 2005年）
- 冒険王ビィト エクセリオン（2005年 - 2006年）
- 神様家族（2006年）
- 出ましたっ!パワパフガールズZ（2006年 - 2007年）
- モノノ怪（2007年）
- 劇場版 ゲゲゲの鬼太郎 日本爆裂!!（2008年）
- Halo Legends（2009年）
- 空中ブランコ（2009年）
- 金田一少年の事件簿R（第2期）（2014年）
- ワールドトリガー（2014年 - 2016年）